# Гросс-Легиттенская кирха
Гросс-Леги́ттенская ки́рха  (нем. Groß Legitten) — памятник истории и архитектуры, расположенный в поселке Тургенево Полесского района Калининградской области. Представляет собой постройку из валунов с кирпичными вставками. Внешний вид богато украшен кирпичными нишами и декоративными кирпичными пинаклями, с узким, низким хором, прямоугольным нефом и башней.

## История
Самая старая часть Орденской кирхи — хор — была построена ок. 1400 года, неф и башня возможно возникли несколько позже — в сер. XV века. В церкви был деревянный потолок, о форме которого имеются противоречивые сведения; каменные (кирпичные) нервюрные своды были возведены в XVI веке. Башня получила характерную крышу с переломом после пожара 1772 года, вызванного попаданием молнии.
Рядом с кирхой похоронена баронесса Дженни фон Густадт — одна из незаконных дочерей Короля Вестфалии Жерома Бонапарта и племянница Наполеона.
На северной стене установлен памятник жертвам Первой мировой войны.
После 1945 кирха оставалась целой. Использовалась сначала под клуб, затем под зерносушилку. В конце 1960-х была заброшена.
С 1996 по 1998 на пожертвования бывших жителей, Диаконии Дюссердольфа, Землячества Восточных Пруссии и Лабиау, а также Министерства внутренних дел Германии была проведена консервация кирхи. Но, несмотря на это, спустя год начали разрушаться законсервированные контрфорсы и другие детали кирхи. В 2004 вновь были проведены повторные работы по консервации.
Постановлением Правительства Калининградской области от 23 марта 2007 года № 132 кирха получила статус объекта культурного наследия регионального значения.
В настоящее время это действующая лютеранская церковь.
Памятная табличка на здании гласит:
«Тем, кто здесь жил — в память. 

Тем, кто здесь живёт — в наследство».